# Liste des matchs de l'équipe de Croatie de football par adversaire
Cette liste présente les matchs de l'équipe de Croatie de football par adversaire rencontré. Lorsqu'une rivalité footballistique particulière existe entre la Croatie et un autre pays, une page spécifique peut être proposée.
- Haut – A
- B
- C
- D
- E
- F
- G
- H
- I
- J
- K
- L
- M
- N
- O
- P
- Q
- R
- S
- T
- U
- V
- W
- X
- Y
- Z

## A

### Allemagne
Cet article présente les confrontations entre l'Allemagne et la Croatie en football :
| # | Date              | Lieu       | Match               | Score | Compétition                            |
| 1 | 15 juin 1941      | Vienne     | Allemagne - Croatie | 5-1   | Match amical                           |
| 2 | 18 janvier 1942   | Zagreb     | Croatie - Allemagne | 0-2   | Match amical                           |
| 3 | 1er novembre 1942 | Stuttgart  | Allemagne - Croatie | 5-1   | Match amical                           |
| 4 | 23 juin 1996      | Manchester | Allemagne - Croatie | 2-1   | Euro 1996 (Quarts de finale)           |
| 5 | 4 juillet 1998    | Lyon       | Allemagne - Croatie | 0-3   | Coupe du monde 1998 (Quarts de finale) |
| 6 | 29 mars 2000      | Zagreb     | Croatie - Allemagne | 1-1   | Match amical                           |
| 7 | 18 février 2004   | Split      | Croatie - Allemagne | 1-2   | Match amical                           |
| 8 | 12 juin 2008      | Klagenfurt | Croatie - Allemagne | 2-1   | Euro 2008 (Groupe B)                   |

Bilan
- Total de matchs disputés : 8
- Victoires de l'équipe de Croatie : 2 (25 %)
- Victoires de l'équipe d'Allemagne : 5 (62 %)
- Match nul : 1 (12 %)

### Andorre
Confrontations entre l'Andorre et la Croatie:
| # | Date              | Lieu               | Match             | Score | Compétition                                        |
| 1 | 2 avril 2003      | Varaždin           | Croatie - Andorre | 2-0   | Éliminatoires de l'Euro 2004 (Groupe 8)            |
| 2 | 6 septembre 2003  | Andorre-la-Vieille | Andorre - Croatie | 0-3   | Éliminatoires de l'Euro 2004 (Groupe 8)            |
| 3 | 7 octobre 2006    | Zagreb             | Croatie - Andorre | 7-0   | Éliminatoires de l'Euro 2008 (Groupe E)            |
| 4 | 12 septembre 2007 | Andorre-la-Vieille | Andorre - Croatie | 0-6   | Éliminatoires de l'Euro 2008 (Groupe E)            |
| 5 | 15 octobre 2008   | Zagreb             | Croatie - Andorre | 4-0   | Éliminatoires de la Coupe du monde 2010 (Groupe 6) |
| 6 | 1er avril 2009    | Andorre-la-Vieille | Andorre - Croatie | 0-2   | Éliminatoires de la Coupe du monde 2010 (Groupe 6) |

Bilan
- Total de matchs disputés : 6
- Victoires de l'équipe d'Andorre : 0
- Victoires de l'équipe de Croatie : 6
- Match nul : 0

### Albanie
| Date         | Lieu               | Match             | Score | Compétition          |
| ------------ | ------------------ | ----------------- | ----- | -------------------- |
| 19 Juin 2024 | Hambourg Allemagne | Croatie - Albanie | 2-2   | Euro 2024 (Groupe B) |

### Angleterre
Confrontations entre l'équipe d'Angleterre de football et l'équipe de Croatie de football en matchs officiels :
| #  | Date              | Lieu     | Match                | Score  | Compétition                                        |
| 1  | 24 avril 1996     | Londres  | Angleterre - Croatie | 0-0    | Match amical                                       |
| 2  | 20 août 2003      | Ipswich  | Angleterre - Croatie | 3-1    | Match amical                                       |
| 3  | 21 juin 2004      | Lisbonne | Croatie - Angleterre | 2-4    | Euro 2004 (Groupe B)                               |
| 4  | 11 octobre 2006   | Zagreb   | Croatie - Angleterre | 2-0    | Éliminatoires de l'Euro 2008 (Groupe E)            |
| 5  | 21 novembre 2007  | Londres  | Angleterre - Croatie | 2-3    | Éliminatoires de l'Euro 2008 (Groupe E)            |
| 6  | 10 septembre 2008 | Zagreb   | Croatie - Angleterre | 1-4    | Éliminatoires de la Coupe du monde 2010 (Groupe 6) |
| 7  | 9 septembre 2009  | Londres  | Angleterre - Croatie | 5-1    | Éliminatoires de la Coupe du monde 2010 (Groupe 6) |
| 8  | 11 juillet 2018   | Moscou   | Croatie - Angleterre | 2-1 ap | Coupe du monde 2018 (Demi-finale)                  |
| 9  | 12 octobre 2018   | Rijeka   | Croatie - Angleterre | 0 - 0  | Ligue des nations 2018-2019 (Ligue A-Groupe 4)     |
| 10 | 18 novembre 2018  | Londres  | Angleterre - Croatie | 2 - 1  | Ligue des nations 2018-2019 (Ligue A-Groupe 4)     |
| 11 | 18 juin 2021      | Londres  | Angleterre - Croatie | 1-0    | Euro 2020 (Groupe D)                               |

Bilan partiel
- Total de matchs disputés : 11
- Victoires de l'équipe d'Angleterre : 6
- Victoires de l'équipe de Croatie : 3
- Match nul : 2

### Argentine
Confrontations entre l'équipe d'Argentine de football et l'équipe de Croatie de football en matchs officiels :
| # | Date             | Lieu           | Match               | Score | Compétition                       |
| 1 | 4 juin 1994      | Zagreb         | Croatie - Argentine | 0-0   | Match amical                      |
| 2 | 26 juin 1998     | Bordeaux       | Argentine - Croatie | 1-0   | Coupe du monde 1998 (Groupe H)    |
| 3 | 1er mars 2006    | Bâle           | Croatie - Argentine | 3-2   | Match amical                      |
| 4 | 12 novembre 2014 | Londres        | Argentine - Croatie | 2-1   | Match amical                      |
| 5 | 23 juin 2018     | Nijni Novgorod | Argentine - Croatie | 0-3   | Coupe du monde 2018 (Groupe D)    |
| 6 | 13 décembre 2022 | Lusail         | Argentine - Croatie | 3-0   | Coupe du monde 2022 (Demi-finale) |

Bilan partiel
- Total de matchs disputés : 6
- Victoires de l'équipe d'Argentine : 3
- Victoires de l'équipe de Croatie : 2
- Match nul : 1

### Arabie saoudite
Confrontations entre l'équipe d'Arabie saoudite de football et l'équipe de Croatie de football en matchs officiels :
| # | Date             | Lieu  | Match                     | Score | Compétition  |
| 1 | 16 novembre 2022 | Riyad | Arabie saoudite - Croatie | 0-1   | Match amical |

Bilan partiel
- Total de matchs disputés : 1
- Victoires de l'équipe d'Arabie saoudite : 0
- Victoires de l'équipe de Croatie : 1
- Match nul : 0

### Arménie
Confrontations entre l'équipe d'Arménie de football et l'équipe de Croatie de football en matchs officiels :
| # | Date              | Lieu          | Match             | Score | Compétition                                           |
| 1 | 1er juin 2021     | Velika Gorica | Croatie - Arménie | 1-1   | Match amical                                          |
| 2 | 11 septembre 2023 | Erevan        | Arménie - Croatie |       | Éliminatoires du Championnat d'Europe 2024 (Groupe D) |
| 3 | 21 novembre 2023  | Zagreb        | Croatie - Arménie |       | Éliminatoires du Championnat d'Europe 2024 (Groupe D) |

Bilan partiel
- Total de matchs disputés : 1
- Victoires de l'équipe d'Arménie : 0
- Victoires de l'équipe de Croatie : 0
- Match nul : 1

### Australie
Confrontations entre l'Australie et la Croatie :
| # | Date            | Lieu      | Match               | Score | Compétition                    |
| 1 | 5 juillet 1992  | Melbourne | Australie - Croatie | 1-0   | Match amical                   |
| 2 | 8 juillet 1992  | Adélaïde  | Australie - Croatie | 3-1   | Match amical                   |
| 3 | 12 juillet 1992 | Sydney    | Australie - Croatie | 0-0   | Match amical                   |
| 4 | 6 juin 1998     | Zagreb    | Croatie - Australie | 7-0   | Match amical                   |
| 5 | 22 juin 2006    | Stuttgart | Croatie - Australie | 2-2   | Coupe du monde 2006 (Groupe F) |

Bilan
- Total de matchs disputés : 5
- Victoires de l'équipe d'Australie : 2
- Victoires de l'équipe de Croatie : 1
- Match nul : 2

### Autriche
| # | Date              | Lieu   | Match              | Score | Compétition                                    |
| 1 | 3 juin 2022       | Osijek | Croatie - Autriche | 0-3   | Ligue des nations 2022-2023 (Ligue A-Groupe 1) |
| 2 | 25 septembre 2022 | Vienne | Autriche - Croatie | 1-3   | Ligue des nations 2022-2023 (Ligue A-Groupe 1) |

Bilan
- Total de matchs disputés : 2
- Victoires de l'équipe de Croatie : 1
- Victoires de l'équipe d'Autriche : 1
- Matchs nuls : 0

### Azerbaïdjan
| # | Date             | Lieu   | Match                 | Score | Compétition                             |
| 1 | 21 mars 2019     | Zagreb | Croatie - Azerbaïdjan | 2-1   | Éliminatoires de l'Euro 2020 (Groupe E) |
| 2 | 9 septembre 2019 | Bakou  | Azerbaïdjan - Croatie | 1-1   | Éliminatoires de l'Euro 2020 (Groupe E) |

Bilan
- Total de matchs disputés : 2
- Victoires de l'équipe de Croatie : 1
- Victoires de l'équipe d'Azerbaïdjan : 0
- Matchs nuls : 1

## B

### Belgique
Confrontations entre la Belgique et la Croatie :
| # | Date              | Lieu      | Match              | Score | Compétition                                        |
| 1 | 2 septembre 2000  | Bruxelles | Belgique - Croatie | 0-0   | Éliminatoires de la Coupe du monde 2002 (Groupe 6) |
| 2 | 6 octobre 2001    | Zagreb    | Croatie - Belgique | 1-0   | Éliminatoires de la Coupe du monde 2002 (Groupe 6) |
| 3 | 29 mars 2003      | Zagreb    | Croatie - Belgique | 4-0   | Éliminatoires de l'Euro 2004 (Groupe 8)            |
| 4 | 10 septembre 2003 | Bruxelles | Belgique - Croatie | 2-1   | Éliminatoires de l'Euro 2004 (Groupe 8)            |
| 5 | 3 mars 2010       | Bruxelles | Belgique - Croatie | 0-1   | Match amical                                       |
| 6 | 11 septembre 2012 | Bruxelles | Belgique - Croatie | 1-1   | Éliminatoires de la Coupe du monde 2014 (Groupe A) |
| 7 | 11 octobre 2013   | Zagreb    | Croatie - Belgique | 1-2   | Éliminatoires de la Coupe du monde 2014 (Groupe A) |
| 8 | 6 juin 2021       | Bruxelles | Belgique - Croatie | 1-0   | Match amical                                       |
| 9 | 1er décembre 2022 | Al Rayyan | Croatie - Belgique | 0-0   | Coupe du monde 2022 (Groupe F).                    |

Bilan
- Total de matchs disputés : 9
- Victoires de l'équipe de Belgique : 3
- Victoires de l'équipe de Croatie : 3
- Match nul : 3

### Bulgarie
Confrontation entre le Bulgarie et la Croatie :
| # | Date         | Lieu      | Match              | Score | Compétition  |
| 1 | 26 mars 2022 | Al Rayyan | Croatie - Bulgarie | 2-1   | Match amical |

Bilan
- Total des matchs disputés : 1
- Victoires de l'équipe de Bulgarie : 0
- Victoires de l'équipe de Croatie : 1
- Matchs nuls : 0

### Brésil
Confrontations entre le Brésil et la Croatie :
| # | Date            | Lieu      | Match            | Score            | Compétition                            |
| 1 | 17 août 2005    | Split     | Croatie - Brésil | 1-1              | Match amical                           |
| 2 | 13 juin 2006    | Berlin    | Brésil - Croatie | 1-0              | Coupe du monde 2006 (Groupe F)         |
| 3 | 12 juin 2014    | São Paulo | Brésil - Croatie | 3-1              | Coupe du monde 2014 (Groupe A)         |
| 4 | 3 juin 2018     | Liverpool | Brésil - Croatie | 2-0              | Match amical                           |
| 5 | 9 décembre 2022 | Al Rayyan | Croatie - Brésil | 1-1 ap (4-2 tab) | Coupe du monde 2022 (Quarts de finale) |

Bilan
- Total de matchs disputés : 5
- Victoires de l'équipe du Brésil : 3
- Victoires de l'équipe de Croatie : 1
- Match nul : 1

## C

### Cameroun
Confrontation entre le Cameroun et la Croatie :
| # | Date         | Lieu   | Match              | Score | Compétition                    |
| 1 | 18 juin 2014 | Manaus | Cameroun - Croatie | 0-4   | Coupe du monde 2014 (Groupe A) |

Bilan
- Total des matchs disputés : 1
- Victoires de l'équipe du Cameroun : 0
- Victoires de l'équipe de Croatie : 1
- Matchs nuls : 0

### Canada
| # | Date             | Lieu | Match            | Score | Compétition                    |
| 1 | 27 novembre 2022 | Doha | Croatie - Canada | 4-1   | Coupe du monde 2022 (Groupe F) |

Bilan
- Total des matchs disputés : 1
- Victoires de l'équipe du Canada : 0
- Victoires de l'équipe de Croatie : 1
- Matchs nuls : 0

### Chypre
| # | Date           | Lieu    | Match            | Score | Compétition                                        |
| 1 | 27 mars 2021   | Rijeka  | Croatie - Chypre | 1-0   | Éliminatoires de la Coupe du monde 2022 (Groupe H) |
| 2 | 8 octobre 2021 | Larnaca | Chypre - Croatie | 0-3   | Éliminatoires de la Coupe du monde 2022 (Groupe H) |

Bilan
- Total des matchs disputés : 2
- Victoires de l'équipe de Chypre : 0
- Victoires de l'équipe de Croatie : 2
- Matchs nuls : 0

## D

### Danemark
| # | Date              | Lieu           | Match              | Score            | Compétition                                        |
| 1 | 16 juin 1996      | Sheffield      | Croatie - Danemark | 3-0              | Euro 1996 (Groupe D)                               |
| 2 | 29 mars 1997      | Split          | Croatie - Danemark | 1-1              | Éliminatoires de la Coupe du monde 1998 (Groupe 1) |
| 3 | 10 septembre 1997 | Copenhague     | Danemark - Croatie | 3-1              | Éliminatoires de la Coupe du monde 1998 (Groupe 1) |
| 4 | 10 février 1999   | Split          | Croatie - Danemark | 0-1              | Match amical                                       |
| 5 | 5 juin 2004       | Copenhague     | Danemark - Croatie | 1-2              | Match amical                                       |
| 6 | 1er juillet 2018  | Nijni Novgorod | Croatie - Danemark | 1-1 ap (3-2 tab) | Coupe du monde 2018 (8es de finale)                |
| 7 | 10 juin 2022      | Copenhague     | Danemark - Croatie | 0-1              | Ligue des nations 2022-2023 (Ligue A-Groupe 1)     |
| 8 | 22 septembre 2022 | Split          | Croatie - Danemark | 2-1              | Ligue des nations 2022-2023 (Ligue A-Groupe 1)     |

Bilan
- Total de matchs disputés : 8
- Victoires de l'équipe de Croatie : 4
- Victoires de l'équipe du Danemark : 2
- Matchs nuls : 2

## E

### Écosse
Confrontations entre l'Écosse et la Croatie :
| # | Date               | Lieu    | Match            | Score | Compétition                                        |
| 1 | 11 octobre 2000    | Zagreb  | Croatie - Écosse | 1-1   | Éliminatoires de la Coupe du monde 2002 (Groupe 6) |
| 2 | 1er septembre 2001 | Glasgow | Écosse - Croatie | 0-0   | Éliminatoires de la Coupe du monde 2002 (Groupe 6) |
| 3 | 7 juin 2013        | Zagreb  | Croatie - Écosse | 0-1   | Éliminatoires de la Coupe du monde 2014 (Groupe A) |
| 4 | 15 octobre 2013    | Glasgow | Écosse - Croatie | 2-0   | Éliminatoires de la Coupe du monde 2014 (Groupe A) |
| 5 | 22 juin 2021       | Glasgow | Croatie - Écosse | 3-1   | Euro 2020 (Groupe D)                               |

Bilan
- Total de matchs disputés : 5
- Victoires de l'équipe d'Écosse : 2
- Victoires de l'équipe de Croatie : 1
- Match nul : 2

### Espagne
Confrontations Officielle  entre l'équipe d'Espagne de football et l'équipe de Croatie de football :
| # | Date              | Lieu       | Match             | Score                    | Compétition                                    |
| 1 | 18 juin 2012      | Gdańsk     | Croatie - Espagne | 0-1                      | Euro 2012 (Groupe C)                           |
| 2 | 21 juin 2016      | Bordeaux   | Croatie - Espagne | 2-1                      | Euro 2016 (Groupe D)                           |
| 3 | 11 septembre 2018 | Elche      | Espagne - Croatie | 6-0                      | Ligue des nations 2018-2019 (Ligue A-Groupe 4) |
| 4 | 15 novembre 2018  | Zagreb     | Croatie - Espagne | 3-2                      | Ligue des nations 2018-2019 (Ligue A-Groupe 4) |
| 5 | 28 juin 2021      | Copenhague | Croatie - Espagne | 3-5 a. p.                | Euro 2020 (8es de finale)                      |
| 6 | 18 juin 2023      | Pays-Bas   | Croatie - Espagne | 0-0 a. p. (4-5 t. a. b.) | Ligue des nations 2022-2023 (Finale)           |
| 7 | 15 Juin 2024      | Allemagne  | Espagne - Croatie | 3-0                      | Euro 2024 (Groupe B)                           |

Bilan
- Total de matchs disputés : 7
- Victoires de l'équipe d'Espagne : 5
- Victoires de l'équipe de Croatie : 2
- Matchs nuls : 0

### Estonie
Confrontations entre l'équipe d'Estonie de football et l'équipe de Croatie de football :
|   | Date             | Lieu    | Match             | Score | Compétition                                            |
| 1 | 4 septembre 1994 | Tallinn | Estonie - Croatie | 0-2   | Éliminatoires de l'Euro 1996 (Groupe 4)                |
| 2 | 3 septembre 1995 | Zagreb  | Croatie - Estonie | 7-1   | Éliminatoires de l'Euro 1996 (Groupe 4)                |
| 3 | 7 septembre 2002 | Osijek  | Croatie - Estonie | 0-0   | Éliminatoires du Championnat de l'Euro 2004 (Groupe 8) |
| 4 | 11 juin 2003     | Tallinn | Estonie - Croatie | 0-1   | Éliminatoires du Championnat de l'Euro 2004 (Groupe 8) |
| 5 | 2 juin 2007      | Tallinn | Estonie - Croatie | 0-1   | Éliminatoires du Championnat de l'Euro 2008 (Groupe E) |
| 6 | 8 septembre 2007 | Zagreb  | Croatie - Estonie | 2-0   | Éliminatoires du Championnat de l'Euro 2008 (Groupe E) |
| 7 | 26 mai 2010      | Tallinn | Estonie - Croatie | 0-0   | Match amical                                           |
| 8 | 25 mai 2012      | Pula    | Croatie - Estonie | 3-1   | Match amical                                           |
| 9 | 28 mars 2017     | Tallinn | Estonie - Croatie | 3-0   | Match amical                                           |

Bilan
- Total de matchs disputés : 9
- Victoires de l'équipe de Croatie : 6
- Victoires de l'équipe d'Estonie : 1
- Matchs nuls : 2

## F

### Finlande
Confrontations entre l'équipe de Finlande de football et l'équipe de Croatie de football :
| # | Date           | Lieu    | Match              | Score | Compétition                                        |
| 1 | 9 octobre 2016 | Tampere | Finlande - Croatie | 0-1   | Éliminatoires de la Coupe du monde 2018 (Groupe I) |
| 2 | 6 octobre 2017 | Rijeka  | Croatie - Finlande | 1-1   | Éliminatoires de la Coupe du monde 2018 (Groupe I) |

Bilan
- Total de matchs disputés : 2
- Victoires de l'équipe de Croatie : 1
- Matchs nuls : 1
- Victoires de l'équipe de Finlande : 0

### France
Confrontations entre l'équipe de France de football et l'équipe de Croatie de football :
| #  | Date             | Lieu        | Match            | Score            | Compétition                                                                      |
| 1  | 8 juillet 1998   | Saint-Denis | France - Croatie | 2-1              | Coupe du monde 1998 (Demi-finale)                                                |
| 2  | 13 novembre 1999 | Saint-Denis | France - Croatie | 3-0              | Match amical                                                                     |
| 3  | 28 mai 2000      | Zagreb      | Croatie - France | 0-2              | Match amical                                                                     |
| 4  | 17 juin 2004     | Leiria      | France - Croatie | 2-2              | Euro 2004 (Groupe B)                                                             |
| 5  | 29 mars 2011     | Saint-Denis | France - Croatie | 0-0              | Match amical                                                                     |
| 6  | 15 juillet 2018  | Moscou      | France - Croatie | 4-2              | Coupe du monde 2018 (Finale)                                                     |
| 7  | 8 septembre 2020 | Saint-Denis | France - Croatie | 4-2              | Ligue des nations 2020-2021 (Ligue A-Groupe 3)                                   |
| 8  | 14 octobre 2020  | Zagreb      | Croatie - France | 1-2              | Ligue des nations 2020-2021 (Ligue A-Groupe 3)                                   |
| 9  | 6 juin 2022      | Split       | Croatie - France | 1-1              | Ligue des nations 2022-2023 (Ligue A-Groupe 1)                                   |
| 10 | 13 juin 2022     | Saint-Denis | France - Croatie | 0-1              | Ligue des nations 2022-2023 (Ligue A-Groupe 1)                                   |
| 11 | 20 mars 2025     | Split       | France - Croatie | 0-2              | Ligue des nations 2024-2025 (Ligue des nations 2024-2025 (1/4 de finale aller))  |
| 12 | 23 mars 2025     | Saint-Denis | France - Croatie | 2-0 ap (5-4 tab) | Ligue des nations 2024-2025 (Ligue des nations 2024-2025 (1/4 de finale retour)) |

Bilan
- Total de matchs disputés : 12
- Victoires de l'équipe de France : 7
- Matchs nuls : 3
- Victoires de l'équipe de Croatie : 2
- Total de buts marqués par l'équipe de France : 22
- Total de buts marqués par l'équipe de Croatie : 12

## G

### Géorgie
Confrontations entre l'équipe de Géorgie de football et l'équipe de Croatie de football :
| # | Date             | Lieu | Match             | Score | Compétition  |
| 1 | 19 novembre 2019 | Pula | Croatie - Géorgie | 2-1   | Match amical |

Bilan
- Total de matchs disputés : 1
- Victoires de l'équipe de Croatie : 1
- Victoires de l'équipe de Géorgie : 0
- Matchs nuls : 0

### Grèce
Confrontations entre l'équipe de Grèce de football et l'équipe de Croatie de football :
| # | Date             | Lieu          | Match           | Score | Compétition                                        |
| 1 | 10 novembre 1996 | Zagreb        | Croatie - Grèce | 1-1   | Éliminatoires de la Coupe du monde 1998 (Groupe 1) |
| 2 | 30 avril 1997    | Thessalonique | Grèce - Croatie | 0-1   | Éliminatoires de la Coupe du monde 1998 (Groupe 1) |
| 3 | 10 mars 1999     | Athènes       | Grèce - Croatie | 3-2   | Match amical                                       |
| 4 | 25 avril 2001    | Varaždin      | Croatie - Grèce | 2-2   | Match amical                                       |
| 5 | 7 septembre 2010 | Zagreb        | Croatie - Grèce | 0-0   | Éliminatoires de l'Euro 2012 (Groupe F)            |
| 6 | 7 octobre 2011   | Le Pirée      | Grèce - Croatie | 2-0   | Éliminatoires de l'Euro 2012 (Groupe F)            |
| 7 | 9 novembre 2017  | Zagreb        | Croatie - Grèce | 4-1   | Éliminatoires de la Coupe du monde 2018 (Barrages) |
| 8 | 12 novembre 2017 | Le Pirée      | Grèce - Croatie | 0-0   | Éliminatoires de la Coupe du monde 2018 (Barrages) |

Bilan
- Total de matchs disputés : 8
- Victoires de l'équipe de Croatie : 2
- Victoires de l'équipe de Grèce : 2
- Matchs nuls : 4

## H

### Hongrie
Confrontations entre l'équipe de Hongrie de football et l'équipe de Croatie de football :
| # | Date            | Lieu     | Match             | Score | Compétition                             |
| 1 | 24 mars 2019    | Budapest | Hongrie - Croatie | 2-1   | Éliminatoires de l'Euro 2020 (Groupe E) |
| 2 | 10 octobre 2019 | Split    | Croatie - Hongrie | 3-0   | Éliminatoires de l'Euro 2020 (Groupe E) |

Bilan
- Total de matchs disputés : 2
- Victoires de l'équipe de Croatie : 1
- Victoires de l'équipe de Hongrie : 1
- Matchs nuls : 0

## I

### Irlande
Confrontations entre l'équipe de Croatie de football et l'équipe de république d'Irlande de football :
| # | Date         | Lieu   | Match             | Score | Compétition          |
| 1 | 10 juin 2012 | Poznań | Irlande - Croatie | 1-3   | Euro 2012 (Groupe C) |

Bilan
- Total de matchs disputés : 1
- Victoires de l'équipe d'Irlande : 0
- Matchs nuls : 0
- Victoires de l'équipe de Croatie : 1

### Islande
Confrontations entre l'Islande et la Croatie:
|   | Date             | Lieu              | Match             | Score | Compétition                                        |
| 1 | 26 mars 2005     | Zagreb            | Croatie - Islande | 4-0   | Éliminatoires de la Coupe du monde 2006 (Groupe 8) |
| 2 | 3 septembre 2005 | Reykjavik         | Islande - Croatie | 1-3   | Éliminatoires de la Coupe du monde 2006 (Groupe 8) |
| 3 | 15 novembre 2013 | Reykjavik         | Islande - Croatie | 0-0   | Éliminatoires de la Coupe du monde 2014 (Barrages) |
| 4 | 19 novembre 2013 | Zagreb            | Croatie - Islande | 2-0   | Éliminatoires de la Coupe du monde 2014 (Barrages) |
| 5 | 12 novembre 2016 | Zagreb            | Croatie - Islande | 2-0   | Éliminatoires de la Coupe du monde 2018 (Groupe I) |
| 6 | 11 juin 2017     | Reykjavik         | Islande - Croatie | 1-0   | Éliminatoires de la Coupe du monde 2018 (Groupe I) |
| 7 | 26 juin 2018     | Rostov-sur-le-Don | Islande - Croatie | 1-2   | Coupe du monde 2018 (Groupe D)                     |

Bilan
- Total de matchs disputés : 7
- Victoires de l'équipe d'Islande : 1
- Victoires de l'équipe de Croatie : 5
- Match nul : 1

### Italie
Confrontations entre l'équipe de Croatie de football et l'équipe d'Italie de football:
| #  | Date             | Lieu     | Match            | Score | Compétition                             |
| 1  | 5 avril 1942     | Gênes    | Italie - Croatie | 4-0   | Match amical                            |
| 2  | 16 novembre 1994 | Palerme  | Italie - Croatie | 1-2   | Éliminatoires de l'Euro 1996 (Groupe 4) |
| 3  | 8 octobre 1995   | Split    | Croatie - Italie | 1-1   | Éliminatoires de l'Euro 1996 (Groupe 4) |
| 4  | 28 avril 1999    | Zagreb   | Croatie - Italie | 0-0   | Match amical                            |
| 5  | 8 juin 2002      | Ibaraki  | Italie - Croatie | 1-2   | Coupe du monde 2002 (Groupe G)          |
| 6  | 16 août 2006     | Livourne | Italie - Croatie | 0-2   | Match amical                            |
| 7  | 14 juin 2012     | Poznań   | Italie - Croatie | 1-1   | Euro 2012 (Groupe C)                    |
| 8  | 16 Novembre 2014 | Milan    | Italie - Croatie | 1-1   | Qualification Euro 2016                 |
| 9  | 12 Juin 2015     | Zagreb   | Croatie - Italie | 1-1   | Qualification Euro 2016                 |
| 10 | 24 Juin 2024     | Leipzig  | Croatie - Italie | 1-1   | Euro 2024 (Groupe B)                    |

Bilan partiel
- Total de matchs disputés : 10
- Victoires de l'Équipe de Croatie : 3
- Victoires de l'équipe d'Italie : 1
- Matchs nuls : 6

## J

### Jamaïque
Confrontations entre l'équipe de Croatie de football et l'équipe de Jamaïque de football:
| # | Date         | Lieu | Match              | Score | Compétition                    |
| 1 | 14 juin 1998 | Lens | Jamaïque - Croatie | 1-3   | Coupe du monde 1998 (Groupe H) |

Bilan
- Total de matchs disputés : 1
- Victoires de l'équipe de Croatie : 1
- Matchs nuls : 0
- Victoires de l'équipe de Jamaïque : 0
- Total de buts marqués par l'équipe de Croatie : 3
- Total de buts marqués par l'équipe de Jamaïque : 1

### Japon
Confrontations entre la Croatie et le Japon:
| # | Date            | Lieu      | Match           | Score            | Compétition                         |
| 1 | 8 juin 1997     | Tokyo     | Japon - Croatie | 4-3              | Match amical                        |
| 2 | 20 juin 1998    | Nantes    | Croatie - Japon | 1-0              | Coupe du monde 1998 (Groupe H)      |
| 3 | 18 juin 2006    | Nuremberg | Croatie - Japon | 0-0              | Coupe du monde 2006 (Groupe F)      |
| 4 | 5 décembre 2022 | Al Wakrah | Japon - Croatie | 1-1 ap (1-3 tab) | Coupe du monde 2022 (8es de finale) |

Bilan
Total de matchs disputés : 4
- Victoire de l'équipe de Croatie : 1
- Match nul : 2
- Victoire de l'équipe du Japon : 1

### Jordanie
Confrontations entre l'équipe de Croatie de football et l'équipe de Jordanie de football:
| # | Date            | Lieu   | Match              | Score | Compétition  |
| 1 | 15 octobre 2018 | Rijeka | Croatie - Jordanie | 2-1   | Match amical |

Bilan
- Total de matchs disputés : 1
- Victoires de l'équipe de Croatie : 1
- Matchs nuls : 0
- Victoires de l'équipe de Jordanie : 0

## K

### Kosovo
Confrontations entre la Croatie et le Kosovo:
| # | Date             | Lieu    | Match            | Score | Compétition                                        |
| 1 | 6 octobre 2016   | Shkodër | Kosovo - Croatie | 0-6   | Éliminatoires de la Coupe du monde 2018 (Groupe I) |
| 2 | 3 septembre 2017 | Zagreb  | Croatie - Kosovo | 1-0   | Éliminatoires de la Coupe du monde 2018 (Groupe I) |

Bilan
- Total de matchs disputés : 2
- Victoire de l'équipe de Croatie : 2
- Match nul : 0
- Victoire de l'équipe du Kosovo : 0

## L

### Lettonie
Confrontations entre l'équipe de Lettonie de football et l'équipe de Croatie de football en matchs officiels :
| # | Date             | Lieu   | Match              | Score | Compétition                             |
| 1 | 8 septembre 2023 | Zagreb | Croatie - Lettonie |       | Éliminatoires de l'Euro 2024 (Groupe D) |
| 2 | 18 novembre 2023 | Riga   | Lettonie - Croatie |       | Éliminatoires de l'Euro 2024 (Groupe D) |

Bilan partiel
- Total de matchs disputés :
- Victoires de l'équipe de Lettonie :
- Victoires de l'équipe de Croatie :
- Match nul :

## M

### Macédoine du Nord
Confrontations entre la Croatie et la Macédoine du Nord:
| # | Date             | Lieu    | Match               | Score | Compétition                                        |
| 1 | 14 octobre 1998  | Zagreb  | Croatie - Macédoine | 3-2   | Éliminatoires de l'Euro 2000 (Groupe 8)            |
| 2 | 5 juin 1999      | Skopje  | Macédoine - Croatie | 1-1   | Éliminatoires de l'Euro 2000 (Groupe 8)            |
| 3 | 9 février 2003   | Šibenik | Croatie - Macédoine | 2-2   | Match amical                                       |
| 4 | 28 avril 2004    | Skopje  | Macédoine - Croatie | 0-1   | Match amical                                       |
| 5 | 24 mars 2007     | Zagreb  | Croatie - Macédoine | 2-1   | Éliminatoires de l'Euro 2008 (Groupe E)            |
| 6 | 17 novembre 2007 | Skopje  | Macédoine - Croatie | 2-0   | Éliminatoires de l'Euro 2008 (Groupe E)            |
| 7 | 7 septembre 2012 | Zagreb  | Croatie - Macédoine | 1-0   | Éliminatoires de la coupe du monde 2014 (Groupe A) |
| 8 | 12 octobre 2012  | Skopje  | Macédoine - Croatie | 1-2   | Éliminatoires de la coupe du monde 2014 (Groupe A) |

Bilan
- Total de matchs disputés : 8
- Victoires de l'équipe de Croatie : 5
- Victoires de l'équipe de Macédoine du Nord : 1
- Matchs nuls : 2

### Malte
Confrontations entre la Croatie et le Malte:
| # | Date             | Lieu     | Match           | Score | Compétition                                        |
| 1 | 30 mars 2021     | Rijeka   | Croatie - Malte | 3-0   | Éliminatoires de la Coupe du monde 2022 (Groupe H) |
| 2 | 11 novembre 2021 | Ta' Qali | Malte - Croatie | 1-7   | Éliminatoires de la Coupe du monde 2022 (Groupe H) |

Bilan
- Total de matchs disputés : 2
- Victoires de l'équipe de Croatie : 2
- Victoires de l'équipe de Malte : 0
- Match nul : 0

### Maroc
Confrontations entre la Croatie et le Maroc:
| # | Date             | Lieu       | Match           | Score         | Compétition                                  |
| 1 | 11 décembre 1996 | Casablanca | Maroc - Croatie | 2-2 (6-7 tab) | Tournoi Hassan II 1996 (Demi-finale)         |
| 2 | 23 novembre 2022 | Al-Khor    | Maroc - Croatie | 0-0           | Coupe du monde 2022 (Groupe F)               |
| 3 | 17 décembre 2022 | Doha       | Croatie - Maroc | 2-1           | Coupe du monde 2022 (Match pour la 3e place) |

Bilan
- Total de matchs disputés : 3
- Victoires de l'équipe de Croatie : 1 (33 %)
- Victoires de l'équipe du Maroc : 0 (0 %)
- Match nul : 2 (67 %)

### Mexique
Confrontations entre le Mexique et la Croatie
| # | Date            | Lieu        | Match             | Score | Compétition                    |
| 1 | 22 octobre 1992 | Zagreb      | Croatie - Mexique | 3-0   | Match amical                   |
| 2 | 16 juin 1999    | Séoul       | Croatie - Mexique | 2-1   | Coupe de Corée 1999            |
| 3 | 3 juin 2002     | Niigata     | Croatie - Mexique | 0-1   | Coupe du monde 2002 (Groupe G) |
| 4 | 23 juin 2014    | Recife      | Croatie - Mexique | 1-3   | Coupe du monde 2014 (Groupe A) |
| 5 | 28 mai 2017     | Los Angeles | Mexique - Croatie | 1-2   | Match amical                   |
| 6 | 28 mars 2018    | Arlington   | Mexique - Croatie | 0-1   | Match amical                   |

Bilan
- Total des matchs disputés : 6
- Victoires de l'équipe de Croatie : 4
- Victoires de l'équipe du Mexique : 2
- Matchs nuls : 0

## N

### Nigeria
Confrontations entre le Nigeria et la Croatie :
| # | Date         | Lieu        | Match             | Score | Compétition                    |
| 1 | 16 juin 2018 | Kaliningrad | Croatie - Nigeria | 2-0   | Coupe du monde 2018 (Groupe D) |

Bilan
- Total des matchs disputés : 1
- Victoires de l'équipe de Croatie : 1
- Victoires de l'équipe du Nigeria : 0
- Matchs nuls : 0

## P

### Pays-Bas
Confrontations entre la Croatie et les Pays-Bas:
| # | Date            | Lieu     | Match              | Score | Compétition                                  |
| 1 | 11 juillet 1998 | Paris    | Pays-Bas - Croatie | 1-2   | Coupe du monde 1998 (Match pour la 3e place) |
| 2 | 6 février 2008  | Split    | Croatie - Pays-Bas | 0-3   | Match amical                                 |
| 3 | 14 Juin 2023    | Roterdam | Pays-Bas - Croatie | 2-4   | UEFA Nations League (Demi-Finale)            |

Bilan
- Total de matchs disputés : 3
- Victoires de l'équipe de Croatie :2
- Victoires de l'équipe des Pays-Bas : 1
- Match nul : 0

### Pays de Galles
Confrontations entre l'équipe de Croatie de football et l'équipe du pays de Galles de football:
| # | Date              | Lieu     | Match                    | Score | Compétition                                        |
| 1 | 21 août 2002      | Varaždin | Croatie - Pays de Galles | 1-1   | Match amical                                       |
| 2 | 23 mai 2010       | Osijek   | Croatie - Pays de Galles | 2-0   | Match amical                                       |
| 3 | 16 octobre 2012   | Osijek   | Croatie - Pays de Galles | 2-0   | Éliminatoires de la coupe du monde 2014 (Groupe A) |
| 4 | 26 mars 2013      | Swansea  | Pays de Galles - Croatie | 1-2   | Éliminatoires de la coupe du monde 2014 (Groupe A) |
| 5 | 8 juin 2019       | Osijek   | Croatie - Pays de Galles | 2-1   | Éliminatoires de l'Euro 2020 (Groupe E)            |
| 6 | 13 octobre 2019   | cardiff  | Pays de Galles - Croatie | 1-1   | Éliminatoires de l'Euro 2020 (Groupe E)            |
| 7 | 25 septembre 2023 | Split    | Croatie - Pays de Galles |       | Éliminatoires de l'Euro 2024 (Groupe D)            |
| 8 | 15 octobre 2023   | Cardiff  | Pays de Galles - Croatie |       | Éliminatoires de l'Euro 2024 (Groupe D)            |

Bilan
- Total de matchs disputés : 6
- Victoires de l'équipe de Croatie : 4
- Victoires de l'équipe du pays de Galles : 0
- Matchs nuls : 2

### Pérou
Confrontations entre l'équipe du Pérou de football et l'équipe de Croatie de football :
| # | Date         | Lieu  | Match           | Score | Compétition  |
| 1 | 24 mars 2018 | Miami | Pérou - Croatie | 2-0   | Match amical |

Bilan
- Total de matchs disputés : 1
- Victoires de l'équipe de Croatie : 0
- Victoires de l'équipe du Pérou : 1
- Matchs nuls : 0

### Pologne
Confrontations entre l'équipe de Croatie de football et l'équipe de Pologne de football:
|   | Date            | Lieu       | Match             | Score | Compétition          |
| 1 | 28 février 1996 | Rijeka     | Croatie - Pologne | 2-1   | Match amical         |
| 2 | 22 avril 1998   | Osijek     | Croatie - Pologne | 4-1   | Match amical         |
| 3 | 12 février 2003 | Split      | Croatie - Pologne | 0-0   | Match amical         |
| 4 | 3 juin 2006     | Wolfsbourg | Pologne - Croatie | 1-0   | Match amical         |
| 5 | 16 juin 2008    | Klagenfurt | Pologne - Croatie | 0-1   | Euro 2008 (Groupe B) |

Bilan
- Total de matchs disputés : 5
- Victoires de l'équipe de Pologne : 1
- Victoires de l'équipe de Croatie : 3
- Matchs nuls : 1

### Portugal
Confrontations entre le Portugal et la Croatie :
| # | Date             | Lieu       | Match              | Score  | Compétition                                    |
| 1 | 19 juin 1996     | Nottingham | Croatie - Portugal | 0-3    | Euro 1996 (Groupe D)                           |
| 2 | 12 novembre 2005 | Coimbra    | Portugal - Croatie | 2-0    | Match amical                                   |
| 3 | 10 juin 2013     | Genève     | Portugal - Croatie | 1-0    | Match amical                                   |
| 4 | 25 juin 2016     | Lens       | Croatie - Portugal | 0-1 ap | Euro 2016 (8es de finale)                      |
| 5 | 6 septembre 2018 | Almancil   | Portugal - Croatie | 1-1    | Match amical                                   |
| 6 | 5 septembre 2020 | Porto      | Portugal - Croatie | 4-1    | Ligue des nations 2020-2021 (Ligue A-Groupe 3) |
| 7 | 17 novembre 2020 | Split      | Croatie - Portugal | 2-3    | Ligue des nations 2020-2021 (Ligue A-Groupe 3) |

Bilan
- Total de matchs disputés : 7
- Victoires de l'équipe du Portugal : 6
- Victoires de l'équipe de Croatie : 0
- Match nul : 1
- buts marqués : 15
- buts marqués : 4

## R

### Russie
Confrontations entre l'équipe de Croatie de football et l'équipe de Russie de football:
| # | Date               | Lieu   | Match            | Score            | Compétition                                        |
| 1 | 6 septembre 2006   | Moscou | Russie - Croatie | 0-0              | Éliminatoires de l'Euro 2008 (Groupe E)            |
| 2 | 6 juin 2007        | Zagreb | Croatie - Russie | 0-0              | Éliminatoires de l'Euro 2008 (Groupe E)            |
| 3 | 7 juillet 2018     | Sotchi | Russie - Croatie | 2-2 ap (3-4 tab) | Coupe du monde 2018 (Quarts de finale)             |
| 4 | 1er septembre 2021 | Moscou | Russie - Croatie | 0-0              | Éliminatoires de la Coupe du monde 2022 (Groupe H) |
| 5 | 14 novembre 2021   | Split  | Croatie - Russie | 1-0              | Éliminatoires de la Coupe du monde 2022 (Groupe H) |

Bilan
- Total de matchs disputés : 5
- Victoires de l'équipe de Russie : 0
- Victoires de l'équipe de Croatie : 1
- Matchs nuls : 4

## S

### Sénégal
Confrontations entre l'équipe du Sénégal de football et l'équipe de Croatie de football :
| # | Date        | Lieu   | Match             | Score | Compétition  |
| 1 | 8 juin 2018 | Osijek | Croatie - Sénégal | 2-1   | Match amical |

Bilan
- Total de matchs disputés : 1
- Victoires de l'équipe de Croatie : 1
- Victoires de l'équipe du Sénégal : 0
- Matchs nuls : 0

### Serbie
Confrontations entre le Serbie et la Croatie:
| # | Date             | Lieu     | Match            | Score | Compétition                                        |
| 1 | 22 mars 2013     | Zagreb   | Croatie - Serbie | 2-0   | Éliminatoires de la Coupe du monde 2014 (Groupe A) |
| 2 | 6 septembre 2013 | Belgrade | Serbie - Croatie | 1-1   | Éliminatoires de la Coupe du monde 2014 (Groupe A) |

Bilan
- Total de matchs disputés : 2
- Victoires de l'équipe de Serbie : 0
- Victoires de l'équipe de Croatie : 1
- Match nul : 1

### Slovaquie
Confrontations entre l'équipe de Croatie de football et l'équipe de Slovaquie de football:
| #  | Date              | Lieu       | Match               | Score | Compétition                                        |
| 1  | 7 septembre 1941  | Bratislava | Slovaquie - Croatie | 1-1   | Match amical                                       |
| 2  | 28 septembre 1941 | Zagreb     | Croatie - Slovaquie | 5-2   | Match amical                                       |
| 3  | 7 juin 1942       | Bratislava | Slovaquie - Croatie | 1-2   | Match amical                                       |
| 4  | 23 août 1942      | Zagreb     | Croatie - Slovaquie | 6-1   | Match amical                                       |
| 5  | 10 avril 1943     | Zagreb     | Croatie - Slovaquie | 1-0   | Match amical                                       |
| 6  | 7 juin 1943       | Bratislava | Slovaquie - Croatie | 1-3   | Match amical                                       |
| 7  | 9 avril 1944      | Zagreb     | Croatie - Slovaquie | 7-3   | Match amical                                       |
| 8  | 20 avril 1994     | Bratislava | Slovaquie - Croatie | 4-1   | Match amical                                       |
| 9  | 29 mai 1998       | Pula       | Croatie - Slovaquie | 1-2   | Match amical                                       |
| 10 | 16 août 2000      | Bratislava | Slovaquie - Croatie | 1-1   | Match amical                                       |
| 11 | 29 mai 2004       | Rijeka     | Croatie - Slovaquie | 1-0   | Match amical                                       |
| 12 | 16 octobre 2007   | Rijeka     | Croatie - Slovaquie | 3-0   | Match amical                                       |
| 13 | 6 septembre 2019  | Trnava     | Slovaquie - Croatie | 0-4   | Éliminatoires de l'Euro 2020 (Groupe E)            |
| 14 | 16 novembre 2019  | Rijeka     | Croatie - Slovaquie | 3-1   | Éliminatoires de l'Euro 2020 (Groupe E)            |
| 15 | 4 septembre 2021  | Bratislava | Slovaquie - Croatie | 0-1   | Éliminatoires de la Coupe du monde 2022 (Groupe H) |
| 16 | 11 octobre 2021   | Osijek     | Croatie - Slovaquie | 2-2   | Éliminatoires de la Coupe du monde 2022 (Groupe H) |

Bilan
- Total de matchs disputés : 16
- Victoires de l'équipe de Croatie : 11
- Victoires de l'équipe de Slovaquie : 2
- Matchs nuls : 3

Sources
- (sk) Reprezentácia - Slovenský futbalový zväz : Matchs de l'équipe de Slovaquie de football sur le site de la Fédération slovaque de football

### Slovénie
| #  | Date             | Lieu      | Match              | Score | Compétition                                        |
| 1  | 26 avril 1995    | Zagreb    | Croatie - Slovénie | 2-0   | Éliminatoires de l'Euro 1996 (Groupe 4)            |
| 2  | 15 novembre 1995 | Ljubljana | Slovénie - Croatie | 1-2   | Éliminatoires de l'Euro 1996 (Groupe 4)            |
| 3  | 2 avril 1997     | Split     | Croatie - Slovénie | 3-3   | Éliminatoires de la Coupe du monde 1998 (Groupe 1) |
| 4  | 11 octobre 1997  | Ljubljana | Slovénie - Croatie | 1-3   | Éliminatoires de la Coupe du monde 1998 (Groupe 1) |
| 5  | 27 mars 2002     | Zagreb    | Croatie - Slovénie | 0-0   | Match amical                                       |
| 6  | 15 novembre 2003 | Zagreb    | Croatie - Slovénie | 1-1   | Éliminatoires de l'Euro 2004 (Barrages)            |
| 7  | 19 novembre 2003 | Ljubljana | Slovénie - Croatie | 0-1   | Éliminatoires de l'Euro 2004 (Barrages)            |
| 8  | 20 août 2008     | Maribor   | Slovénie - Croatie | 2-3   | Match amical                                       |
| 9  | 26 mars 2022     | Al Rayyan | Slovénie - Croatie | 1-1   | Match amical                                       |
| 10 | 24 mars 2021     | Ljubljana | Slovénie - Croatie | 1-0   | Éliminatoires de la Coupe du monde 2022 (Groupe H) |
| 11 | 7 septembre 2021 | Split     | Croatie - Slovénie | 3-0   | Éliminatoires de la Coupe du monde 2022 (Groupe H) |

Bilan
- Total de matchs disputés : 11
- Victoires de l'équipe de Croatie : 6
- Matchs nuls : 4
- Victoires de l'équipe de Slovénie : 1
- Total de buts marqués par l'équipe de Croatie : 19
- Total de buts marqués par l'équipe de Slovénie : 10

### Suède
Confrontations entre l'équipe de Suède de football et l'équipe de Croatie de football :
| # | Date             | Lieu   | Match           | Score | Compétition                                    |
| 1 | 11 octobre 2020  | Zagreb | Croatie - Suède | 2-1   | Ligue des nations 2020-2021 (Ligue A-Groupe 3) |
| 2 | 14 novembre 2020 | Solna  | Suède - Croatie | 2-1   | Ligue des nations 2020-2021 (Ligue A-Groupe 3) |

Bilan
- Total de matchs disputés : 2
- Victoires de l'équipe de Croatie : 1
- Victoires de l'équipe de Suède : 1
- Matchs nuls : 0

### Suisse
Confrontations entre l'équipe de Croatie de football et l'équipe de Suisse de football:
| # | Date           | Lieu       | Match            | Score | Compétition          |
| 1 | 2 avril 1940   | Zagreb     | Croatie - Suisse | 4-0   | Match amical         |
| 2 | 21 avril 1940  | Berne      | Suisse - Croatie | 0-1   | Match amical         |
| 3 | 4 avril 1943   | Zurich     | Suisse - Croatie | 1-0   | Match amical         |
| 4 | 13 juin 2004   | Leiria     | Suisse - Croatie | 0-0   | Euro 2004 (Groupe B) |
| 5 | 7 octobre 2020 | Saint-Gall | Suisse - Croatie | 1-2   | Match amical         |

Bilan
- Total de matchs disputés : 5
- Victoires de l'équipe de Suisse : 1
- Victoires de l'équipe de Croatie : 3
- Match nul : 1

## T

### Tchéquie
| # | Date         | Lieu          | Match              | Score | Compétition          |
| 1 | 17 juin 2016 | Saint-Étienne | Tchéquie - Croatie | 2-2   | Euro 2016 (Groupe D) |
| 2 | 18 juin 2021 | Glasgow       | Croatie - Tchéquie | 1-1   | Euro 2020 (Groupe D) |

Bilan
- Total de matchs disputés : 2
- Victoires de l'équipe de Croatie : 0
- Victoires de l'équipe de Tchéquie : 0
- Matchs nuls : 2

### Tunisie
| # | Date         | Lieu     | Match             | Score | Compétition  |
| 1 | 11 juin 2019 | Varaždin | Croatie - Tunisie | 1-2   | Match amical |

Bilan
- Total de matchs disputés : 1
- Victoires de l'équipe de Croatie : 0
- Victoires de l'équipe de Tunisie : 1
- Matchs nuls : 0

### Turquie
Confrontations entre l'équipe de Croatie de football et l'équipe de Turquie de football en matchs officiels :
| #  | Date             | Lieu       | Match             | Score            | Compétition                                        |
| 1  | 11 juin 1996     | Nottingham | Croatie - Turquie | 1-0              | Euro 1996 (Groupe D)                               |
| 2  | 12 juin 1997     | Sendai     | Croatie - Turquie | 1-1              | Match amical                                       |
| 3  | 31 mars 2004     | Zagreb     | Croatie - Turquie | 2-2              | Match amical                                       |
| 4  | 20 juin 2008     | Vienne     | Croatie - Turquie | 1-1 ap (1-3 tab) | Euro 2008 (Quarts de finale)                       |
| 5  | 11 novembre 2011 | Istanbul   | Turquie - Croatie | 0-3              | Éliminatoires de l'Euro 2012 (Barrages)            |
| 6  | 15 novembre 2011 | Zagreb     | Croatie - Turquie | 0-0              | Éliminatoires de l'Euro 2012 (Barrages)            |
| 7  | 12 juin 2016     | Paris      | Turquie - Croatie | 0-1              | Euro 2016 (Groupe D)                               |
| 8  | 5 septembre 2016 | Zagreb     | Croatie - Turquie | 1-1              | Éliminatoires de la Coupe du monde 2018 (groupe I) |
| 9  | 5 septembre 2017 | Eskişehir  | Turquie - Croatie | 1-0              | Éliminatoires de la Coupe du monde 2018 (groupe I) |
| 10 | 11 novembre 2020 | Istanbul   | Turquie - Croatie | 3-3              | Match amical                                       |
| 11 | 28 mars 2023     | Bursa      | Turquie - Croatie |                  | Éliminatoires de l'Euro 2024 (Groupe D)            |
| 12 | 12 octobre 2023  | Split      | Croatie - Turquie |                  | Éliminatoires de l'Euro 2024 (Groupe D)            |

Bilan partiel
- Total de matchs disputés : 10
- Victoires de l'équipe de Croatie : 3
- Victoires de l'équipe de Turquie : 2
- Matchs nuls : 5

## U

### Ukraine
Confrontations entre l'équipe de Croatie de football et l'équipe d'Ukraine de football :
| # | Date             | Lieu    | Match             | Score | Compétition                                        |
| 1 | 25 juin 1993     | Zagreb  | Croatie - Ukraine | 3-1   | Match amical                                       |
| 2 | 25 mars 1995     | Zagreb  | Croatie - Ukraine | 4-0   | Éliminatoires de l'Euro 1996 (Groupe 4)            |
| 3 | 11 juin 1995     | Kiev    | Ukraine - Croatie | 1-0   | Éliminatoires de l'Euro 1996 (Groupe 4)            |
| 4 | 29 octobre 1997  | Zagreb  | Croatie - Ukraine | 2-0   | Éliminatoires de la Coupe du monde 1998 (Barrages) |
| 5 | 11 novembre 1997 | Kiev    | Ukraine - Croatie | 1-1   | Éliminatoires de la Coupe du monde 1998 (Barrages) |
| 6 | 11 octobre 2008  | Kharkiv | Ukraine - Croatie | 0-0   | Éliminatoires de la Coupe du monde 2010 (Groupe 6) |
| 7 | 6 juin 2009      | Zagreb  | Croatie - Ukraine | 2-2   | Éliminatoires de la Coupe du monde 2010 (Groupe 6) |
| 8 | 24 mars 2017     | Zagreb  | Croatie - Ukraine | 1-0   | Éliminatoires de la Coupe du monde 2018 (Groupe I) |
| 9 | 9 octobre 2017   | Kiev    | Ukraine - Croatie | 0-2   | Éliminatoires de la Coupe du monde 2018 (Groupe I) |

Bilan
- Total de matchs disputés : 9
- Victoires de l'équipe de Croatie : 5
- Victoires de l'équipe d'Ukraine : 1
- Matchs nuls : 3